# Pseudarmadillo carinulatus
Pseudarmadillo carinulatus är en kräftdjursart som beskrevs av Henri Saussure 1857. Pseudarmadillo carinulatus ingår i släktet Pseudarmadillo och familjen Delatorreidae. Inga underarter finns listade i Catalogue of Life.